# のつはる少年自然の家
のつはる少年自然の家（のつはるしょうねんしぜんのいえ）は、大分県大分市大字荷尾杵にある、大分市の少年自然の家である。
大分市と豊後大野市にまたがる大分県県民の森の平成森林公園内に1994年（平成6年）5月に設置された。屋内には40cm反射望遠鏡を備えた天文台や体育館、屋外には平成森林公園があり、さまざまな屋内活動・野外活動が行われている。宿泊定員は、250人。
本施設の所在地は、設置当初は大分郡野津原町に属していた。その後、2005年（平成17年）1月1日の大分市、野津原町、佐賀関町の合併によって大分市の域内となった。
施設の利用資格があるのは、大分市および豊後大野市大野町在住の
- 小・中・特別支援学校の児童・生徒及びその指導者
- 少年団体とその指導者
- 家族
- 青年・成人の団体

となっている。